# Idactus nigroplagiatus
Idactus nigroplagiatus es una especie de escarabajo longicornio del género Idactus, tribu Ancylonotini, subfamilia Lamiinae. Fue descrita científicamente por Breuning en 1935.

## Descripción
Mide 17-18 milímetros de longitud.

## Distribución
Se distribuye por Eritrea.